# János Vaszary
János Miklós Vaszary (30. listopadu 1867 – 19. dubna 1939) byl maďarský malíř a grafik.

## Život
Narodil se do významné katolické rodině v Kaposváru. Jeho strýcem byl Kolos Ferenc Vaszary, ostřihomský arcibiskup. Umělecká studia zahájil na Maďarské univerzitě výtvarných umění u Jánose Greguše. V roce 1887 odešel do Mnichova, kde ho učili Gabriel von Hackl a Ludwig von Löfftz. O dva roky později se přestěhoval do Paříže a zapsal se na Julianovu akademii. Rozvíjel zde svůj zájem o maďarské lidové umění, jeho hlavním vlivem byla vždy francouzština.
V roce 1905 zakoupil císař František Josef jeden z jeho obrazů. Ještě téhož roku se oženil.
Během První světové války působil jako korespondent na srbské frontě a jeho obrazy se staly dramatičtějšími, ale po další návštěvě Paříže se vrátil ke svým impresionistickým tendencím. Od roku 1920 až do svého odchodu do důchodu působil jako profesor na Vysoké škole výtvarných umění. V roce 1924 byl jedním ze zakladatelů „Képzőművészek Új Társasága“ (Nová společnost umělců). V roce 1926 byl pověřen malbou nástěnných maleb v Biologickém ústavu v Tihany.
Při odchodu do důchodu, trpěl již několik let srdeční chorobou. Jeho stav se zhoršoval, a proto se hodlal natrvalo usadit ve venkovské vesnici Tata, kde vlastnil vilu. Tyto plány zmařila jeho náhlá smrt v Budapešti. Vesnice Tata se přesto stala místem jeho posledního odpočinku. Je zde po něm pojmenována ulice a základní škola.

## Dílo

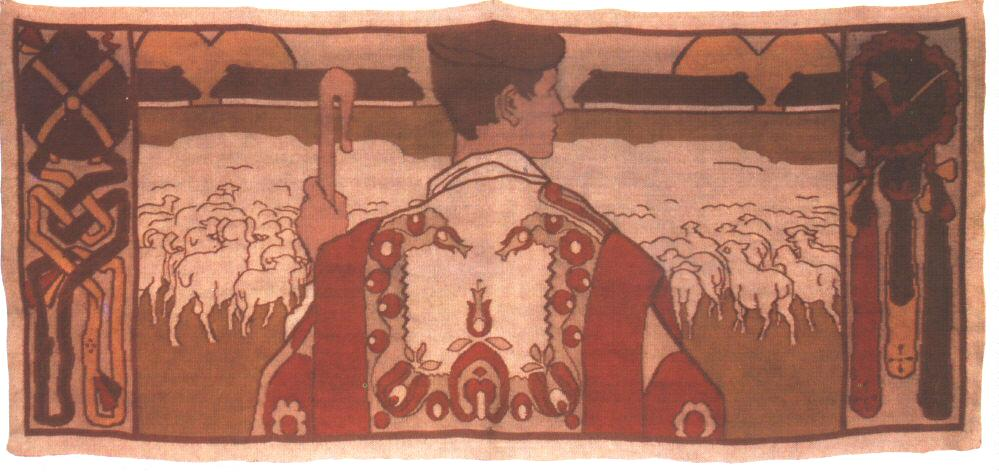
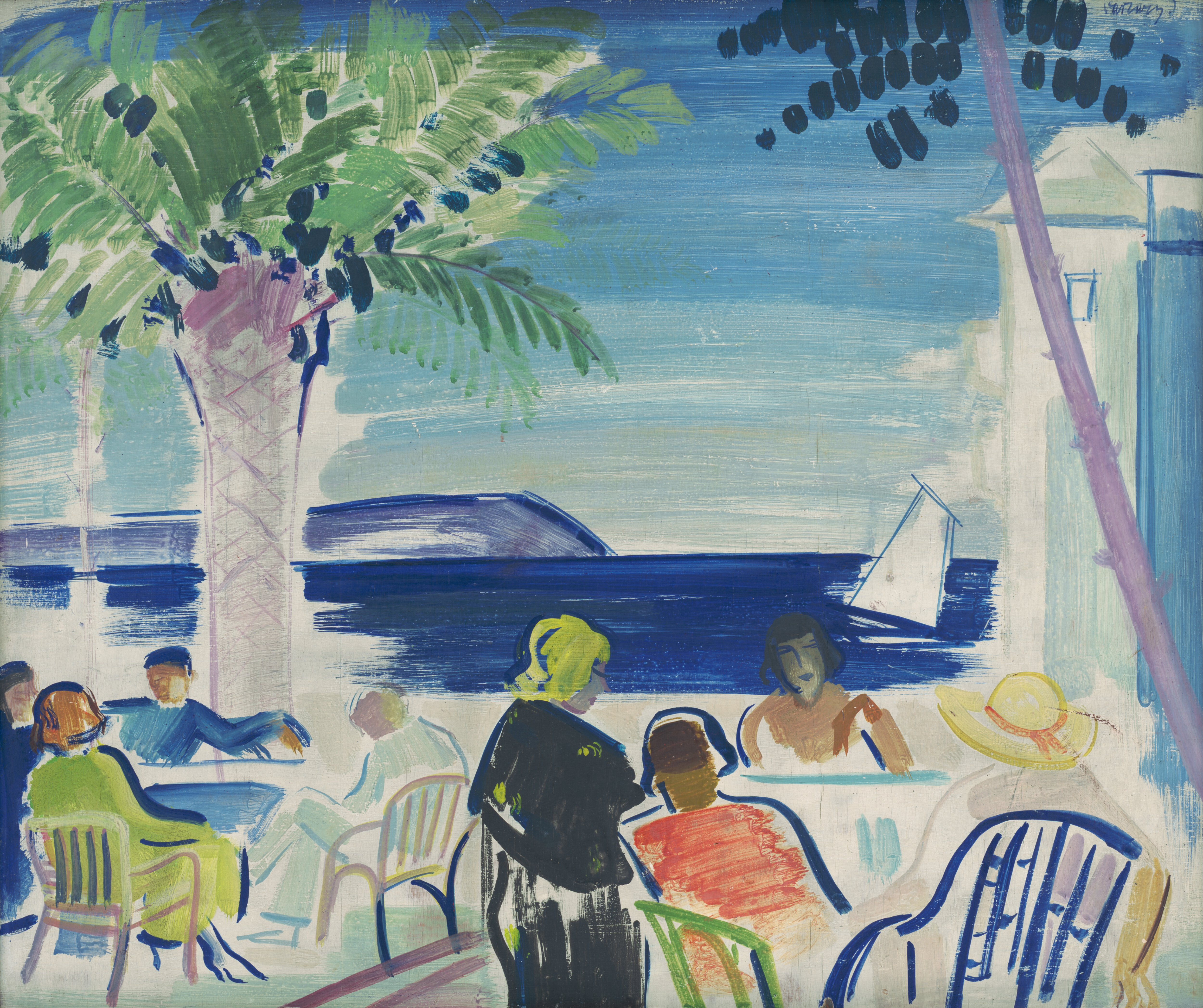
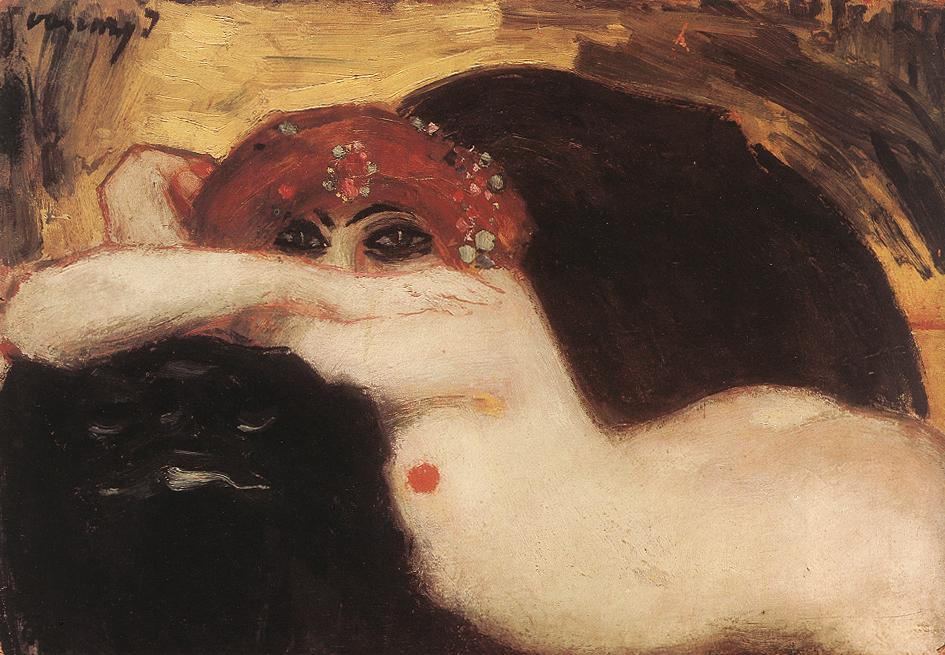